# Lionès
El Lionès (en francès Lyonnais) fou un govern i una província del regne de França centrada a Lió.
El govern del Lionès el formaven tres províncies: la província del Lionès, el Beaujolais, i el Forez.

## País lionès
El país lionès estava dividit en tres parts: 
- La ciutat de Lió;
- El Lionès, o zona de muntanyes del territori (són petites muntanyes sense nom de conjunt); el punts més alt és el «crêt Malherbe» (946 metres);
- El Franc-Lionès, la part nord del Lionès al nord de la vila, al llarg del Saona.